# Ravensburger
Ravensburger è un'azienda tedesca di giocattoli e giochi da tavolo, leader in Europa nella produzione di puzzle.

## Storia
L'azienda è stata fondata nel 1883 da Otto Robert Maier a Ravensburg, città dello stato del Baden-Württemberg, nel sud della Germania. In quell'anno Otto Robert Maier ha firmato il suo primo contratto d'autore, successivamente dichiarato l'atto di fondazione della casa editrice, e ha iniziato a pubblicare le cartelle di istruzioni per artigiani e architetti, con cui ben presto ottenne una base finanziaria solida. Il primo gioco da tavolo fu distribuito nel 1884, intitolato "Viaggio intorno al mondo".
Alla fine del XIX secolo, la sua linea di prodotti fu ampliata per includere libri illustrati, libri di attività per bambini, manuali di istruzione artistica, libri di saggistica, oltre a giochi per bambini, il gioco tradizionale inglese di carte Happy Families e kit per attività. Nel 1900, il famoso triangolo blu, marchio dell'azienda Ravensburger, fu registrato presso l'ufficio brevetti imperiale. A partire dal 1912, molti libri e giochi d'attività vennero distrubuiti in tutta l'Europa occidentale, nei paesi della monarchia danubiana e anche in Russia.
Prima della Grande Guerra, Ravensburger vendeva circa 800 prodotti diversi. La casa editrice fu danneggiata durante la Seconda Guerra Mondiale e riprese a produrre giochi negli anni della ricostruzione. La società si specializzò in giochi e libri per bambini, e libri specializzati per l'arte, l'architettura e gli hobby; dal 1962 ebbe una forte crescita.
L'azienda Ravensburger ha iniziato a produrre giochi puzzle nel 1964 e nello stesso anno ha aperto filiali in Austria, Francia, Italia, Paesi Bassi, Svizzera e Regno Unito. Nel 1977 la società è stata divisa in due parti: una finalizzata all'editoria libraria e l'altra alla produzione di giochi.
Oggi Ravensurger e le sue controllate, Alea per i giochi da tavolo più impegnativi e FX Schmid per libri e giochi per bambini, pubblicano circa 1.800 libri e 850 giochi e puzzle, esportati in più di cinquanta paesi nel mondo.
Nel settembre 2010, Ravensburger ha battuto il record per il più grande puzzle del mondo (vinto in precedenza dall'azienda Educa con un puzzle di 24.000 pezzi): il puzzle è un omaggio all'artista della Pop Art Keith Haring dal titolo “Keith Haring: Double Retrospect”, misura 5,44 metri di lunghezza e 1,92 metri di larghezza ed è composto da 32.256 pezzi che pesano complessivamente 17 kg e, di conseguenza, vengono consegnati con un trolley.

## Prodotti principali

### Giochi da tavolo
Ravensburger pubblica numerosi giochi da tavolo, soprattutto per il mercato tedesco.
Questi sono alcuni giochi pubblicati in Italia con il marchio Ravensburger:
- 1978 - La lepre e la tartaruga, di David Parlett
- 1980 - Rummikub, di Ephraim Hertzano
- 1981 - Sagaland, di Alex Randolph e Michel Matschoss
- 1983 - Scotland Yard
- 1986 - Chicago, di H. Jean Vanaise
- 1986 - Heimlich & Co., di Wolfgang Kramer
- 1986 - Labirinto magico, di Max J. Kobbert
- 1988 - Controcorrente, di Manfred Ludwig
- 1999 - Tikal, di Wolfgang Kramer e Michael Kiesling
- 2000 - Torres, di Wolfgang Kramer e Michael Kiesling
- 2000 - Java, di Wolfgang Kramer e Michael Kiesling
- 2002 - Puerto Rico, di Andreas Seyfarth
- 2002 - Mexica, di Wolfgang Kramer e Michael Kiesling
- 2017 - The Legendary El Dorado, di Reiner Knizia
- 2018 - Disney Villainous e le sue espansioni

## Alea
A partire dal 1999 Ravensburger pubblica anche, con il marchio Alea, numerosi giochi da tavolo di autori molto noti e rivolti ad un pubblico di giocatori assidui.
In base alle dimensioni della scatola del gioco, le collane sono chiamate Alea Big Box, Alea Medium Box, Alea Small Box e Alea Very Small Box.
Dal 2019 ha inaugurato la collana Alea Revised Big Box nella quale ripubblica, in versioni modificate e/o di lusso, titoli già pubblicati in precedenza.
Molti di questi giochi hanno ricevuto premi e sono presenti nelle liste dei giochi più apprezzati di importanti siti internet specializzati come BoardGameGeek e, in Italia, La Tana dei Goblin.
| N.  | Gioco                                           | Autore                              | Anno |
| --- | ----------------------------------------------- | ----------------------------------- | ---- |
| 1.  | Ra                                              | Reiner Knizia                       | 1999 |
| 2.  | Chinatown                                       | Karsten Hartwig                     | 1999 |
| 3.  | Taj Mahal                                       | Reiner Knizia                       | 2000 |
| 4.  | I Principi di Firenze                           | Wolfgang Kramer e Richard Ulrich    | 2000 |
| 5.  | Adel Verpflichtet                               | Klaus Teuber                        | 2000 |
| 6.  | Die Händler von Genua (I mercanti di Genova)    | Rüdiger Dorn                        | 2001 |
| 7.  | Puerto Rico                                     | Andreas Seyfarth                    | 2002 |
| 8.  | Eiszeit                                         | Alan R. Moon e Aaron Weissblum      | 2003 |
| 9.  | Fifth Avenue                                    | Wilko Manz                          | 2004 |
| 10. | Um Ru(h)m und Ehre                              | Stefan Feld                         | 2006 |
| 11. | Notre Dame                                      | Stefan Feld                         | 2007 |
| 12. | Im Jahr des Drachen (In the Year of the Dragon) | Stefan Feld                         | 2007 |
| 13. | Macao                                           | Stefan Feld                         | 2009 |
| 14. | Die Burgen von Burgund (I castelli di Borgogna) | Stefan Feld                         | 2011 |
| 15. | Bora Bora                                       | Stefan Feld                         | 2013 |
| 16. | Puerto Rico + espansioni                        | Andreas Seyfarth                    | 2014 |
| 17. | Broom Service                                   | Andreas Pelikan e Alexander Pfister | 2015 |
| 18. | Carpe Diem                                      | Stefan Feld                         | 2018 |

| N. | Gioco                                      | Autore           | Anno |
| -- | ------------------------------------------ | ---------------- | ---- |
| 1. | Las Vegas Royale                           | Rüdiger Dorn     | 2019 |
| 2. | The Castles of Burgundy (20th Anniversary) | Stefan Feld      | 2019 |
| 3. | The Castles of Tuscany                     | Stefan Feld      | 2020 |
| 4. | Puerto Rico                                | Andreas Seyfarth | 2020 |
| 5. | Carpe Diem                                 | Stefan Feld      | 2020 |

| N.   | Gioco               | Autore                               | Anno |
| ---- | ------------------- | ------------------------------------ | ---- |
| 1.   | Louis XIV           | Rüdiger Dorn                         | 2005 |
| 2.   | Palazzo             | Reiner Knizia                        | 2005 |
| 3.   | Augsburg 1520       | Karsten Hartwig                      | 2006 |
| 4.   | Witch's Brew        | Andreas Pelikan                      | 2008 |
| 5.   | Alea Iacta Est      | Jeffrey D. Allers e Bernd Eisenstein | 2009 |
| 6.   | Glen More           | Matthias Cramer                      | 2010 |
| 7.   | Artus               | Michael Kiesling e Wolfgang Kramer   | 2011 |
| 8.   | Las Vegas           | Rüdiger Dorn                         | 2012 |
| 8.5. | Las Vegas Boulevard | Rüdiger Dorn                         | 2014 |
| 9.   | Saint Malo          | Inka Brand e Markus Brand            | 2012 |
| 10.  | La Isla             | Stefan Feld                          | 2014 |
| 11.  | San Juan            | Andreas Seyfarth                     | 2014 |

| N. | Gioco               | Autore                         | Anno |
| -- | ------------------- | ------------------------------ | ---- |
| 1. | Wyatt Earp          | Richard Borg e Mike Fitzgerald | 2001 |
| 2. | Winner's Circle     | Reiner Knizia                  | 2001 |
| 3. | Die Sieben Weisen   | Reiner Stockhausen             | 2002 |
| 4. | Edel, Stein & Reich | Reinhard Staupe                | 2003 |
| 5. | San Juan            | Andreas Seyfarth               | 2004 |

| N. | Gioco                                                      | Autore                             | Anno |
| -- | ---------------------------------------------------------- | ---------------------------------- | ---- |
| 1. | The Castles of Burgundy: The Card Game                     | Sefan Feld                         | 2016 |
| 2. | Broom Service: The Card Game                               | Andreas Pelikan, Alexander Pfister | 2016 |
| 3. | Las Vegas: The Card Game                                   | Rüdiger Dorn                       | 2016 |
| 4. | The Castles of Burgundy: The Dice Game                     | Stefan Feld, Christoph Toussaint   | 2017 |
| 5. | San Juan (2ª edizione) ovvero Puerto Rico: Das Kartenspiel | Andreas Seyfarth                   | 2018 |

## Ravensburger Spieleland
Nel 1998 Ravensburger ha aperto al pubblico Ravensburger Spieleland, un parco divertimenti con oltre 50 attrazioni nei pressi di Ravensburg, nel sud della Germania.

## Premi e riconoscimenti
Tra i riconoscimenti più prestigiosi vinti da Ravensburger ci sono lo Spiel des Jahres ("Miglior gioco dell'anno"), il Kinderspiel des Jahres ("Miglior gioco per bambini dell'anno"), il Deutscher Spiele Preis ("Premio tedesco per i giochi"), il Deutscher Kinderspiele Preis ("Premio tedesco per i giochi per bambini") e Il Premio À la Carte.
In Italia Ravensburger ha vinto l'edizione 2019 del premio Gioco dell'Anno con il gioco The Legendary El Dorado (Wettlauf nach El Dorado) di Reiner Knizia.

### Gioco dell'Anno
- 2019 -  The Legendary El Dorado (Wettlauf nach El Dorado), di Reiner Knizia.

### Spiel des Jahres
Il prestigioso premio Spiel des Jahres è stato vinto con:
- 1979 - La lepre e la tartaruga (Hase und Igel), di David Parlett;
- 1982 - Sagaland, di Alex Randolph e Michel Matschoss;
- 1983 - Scotland Yard, di Werner Schlegel, Dorothy Garrels, Fritz Ifland, Manfred Burggraf, Werner Scheerer e Wolf Hoermann;
- 1986 - Heimlich & Co., di Wolfgang Kramer;
- 1987 - Auf Achse, di Wolfgang Kramer (F.X. Schmid);
- 1990 - Adel verpflichtet, di Klaus Teuber (F.X. Schmid);
- 1993 - Bluff, di Richard Borg (F.X. Schmid);
- 1999 - Tikal, di Wolfgang Kramer e Michael Kiesling;
- 2000 - Torres, di Wolfgang Kramer e Michael Kiesling (F.X. Schmid).

### Kennerspiel des Jahres
Il premio Kennerspiel des Jahres ("Miglior gioco per esperti dell'anno") è stato vinto con:
- 2015 - Broom Service, di Andreas Pelikan e Alexander Pfister.

### Kinderspiel des Jahres
Il premio Kinderspiel des Jahres ("Miglior gioco per bambini dell'anno") è stato vinto con:
- 1990 - Das Geisterschloß, di Virginia Charves (F.X. Schmid);
- 2008 - Wer war's?, di Reiner Knizia;
- 2012 - Schnappt Hubi!, di Steffen Bogen.

### Deutscher Spiele Preis
Il premio Deutscher Spiele Preis è stato vinto con:
- 1990 - Adel verpflichtet, di Klaus Teuber (F.X. Schmid);
- 1991 - Labirinto Magico Master (Master Labyrinth), di Max J. Kobbert;
- 1999 - Tikal, di Wolfgang Kramer e Michael Kiesling;
- 2000 - Taj Mahal (Tadsch Mahal), di Reiner Knizia;
- 2002 - Puerto Rico, di Andreas Seyfarth;
- 2005 - Louis XIV, di Rüdiger Dorn.

### Deutscher Kinderspiele Preis
Il premio Deutscher Kinderspiele Preis è stato vinto con:
- 1992 - Maiali al galoppo (Schweinsgalopp), di Heinz Meister;
- 1993 - Verflixt gemixt, di Heinz Meister;
- 1994 - Husch, husch, kleine Hexe, di Heinz Meister (F.X. Schmid);
- 1995 - Piepmatz, di Charles Girsch (F.X. Schmid);
- 2008 - Wer war's?, di Reiner Knizia;
- 2013 - Kakerlakak, di Peter-Paul Joopen.

### Premio À la Carte
Giochi editi da Ravensburger che hanno vinto il Premio À la Carte:
- 2004 - San Juan, di Andreas Seyfarth;
- 2014 - Linko! (Abluxxen), di Wolfgang Kramer e Michael Kiesling.